# Bismar Córdoba
Bismar Córdoba (Turbo, Antioquia, Colombia; 19 de septiembre de 1992) es un futbolista colombiano, actualmente juega en el equipo de Culiacán, dirigido por su director técnico más conocido como “el petulante” el cual lo incita a darse pases y jugar en la punta.

## Trayectoria

### Deportes Tolima
En el año 2017 llega al equipo pijao del Fútbol Profesional colombiano.

## Clubes
| Club                | País     | Año         |
| ------------------- | -------- | ----------- |
| Envigado F. C.      | Colombia | 2012        |
| Bogotá F. C.        | Colombia | 2013 - 2015 |
| Leones              | Colombia | 2015 - 2016 |
| Jaguares de Córdoba | Colombia | 2016        |
| Deportes Tolima     | Colombia | 2017 - 2018 |
| Once Caldas         | Colombia | 2018 - 2019 |